# Pereira Leite
João Antônio Guilhembernard Pereira Leite (30 de março de 1936 — 25 de novembro de 1992) foi juiz do TRT 4ª Região RS, ingressou na Magistratura do Trabalho em 1963, tendo atuado na então Junta de Conciliação e Julgamento de Santa Cruz do Sul. Presidiu as JCJs de Taquara, São Leopoldo e a 10ª de Porto Alegre, tendo sido, em 1973, promovido ao cargo de juiz togado do Tribunal Regional do Trabalho da 4ª Região/RS do qual exerceu a presidência no ano de 1983. Foi professor de Direito do Trabalho e Direito Previdenciário na UFRGS.
Livros publicados
1. Estudos de Direito do Trabalho e Direito Previdenciário. Porto Alegre, Síntese, 1979.
2. Curso Elementar de Direito Previdenciário. São Paulo. LTr, 1977.